# Kaluga (tỉnh)

Kaluga Oblast (tiếng Nga: Калу́жская о́бласть, Kaluzhskaya oblast) là một chủ thể liên bang của Nga (một tỉnh). Trung tâm hành chính là Kaluga.

## Thể loại
- Official website of Kaluga Oblast (tiếng Nga)
- Official website of Anatoly Artamonov Lưu trữ ngày 10 tháng 9 năm 2017 tại Wayback Machine, Governor of Kaluga Oblast (tiếng Nga)